# Гарсия Хуньент, Оскар
О́скар Гарси́я Хунье́нт (исп. Óscar García Junyent; род. 26 апреля 1973, Сабадель, Каталония), более известный как О́скар — испанский футболист и футбольный тренер.

## Игровая карьера

### Клубная
Будучи уроженцем каталонского Сабаделя, Оскар является воспитанником «Барселоны». До 1994 года он выступал за юношеские команды и за «Барселону B». 17 февраля 1993 года Оскар дебютировал за первую команду в матче Кубка Испании против «Атлетико Мадрид» (6:0). 9 мая 1993 года он дебютировал в чемпионате в матче против «Кадиса» (4:1). Всего за два своих первых сезона в «Барселоне» Гарсия провёл пять игр и выиграл с командой оба чемпионата.
Летом 1994 года Оскар был отправлен в аренду в «Альбасете». Он смог стать основным игроком команды и помог ей добраться до полуфинала Кубка Испании.
Вернувшись в «Барселону», Оскар воссоединился со своим братом Рожером и с десятью голами стал лучшим бомбардиром команды в сезоне 1995/96. В последующие годы количество матчей уменьшалось, и в 1999 году Оскар покинул родную команду.
Гарсия подписал контракт с «Валенсией», где провёл один год. В сезоне 1999/20 он помог команде дойти до финала Лиги чемпионов.
В 2000 году Оскар ушёл в «Эспаньол», где снова стал одноклубником своего брата Рожера. 7 января 2001 года Гарсия был доставлен в больницу после того, как проглотил язык в матче против «Нумансии». В июле 2002 года он должен был перейти в «Вест Хэм Юнайтед», однако трансфер сорвался после недельного просмотра В 2004 году Оскар перешёл в «Лериду», а спустя год завершил карьеру.

### Международная
Оскар прошёл через все юношеские сборные Испании и сыграл в 24 матчах за молодёжную сборную, став вторым лучшим бомбардиром в её истории с 12 голами. Он принимал участие в молодёжном чемпионате мира 1991 года, где дошёл до четвертьфинала, в молодёжных чемпионатах Европы в 1994 году (третье место) и 1996 году (второе место). В составе олимпийской сборной Оскар выступил на Олимпийских играх 1996 года, где дошёл до четвертьфинала и забил два мяча.
Также Оскар провёл шесть товарищеских матчей в составе сборной Каталонии, забив пять мячей.

## Тренерская карьера
В августе 2010 года Оскар стал главным тренером юношеской команды «Барселоны» (до 19 лет).
В мае 2012 года Оскар подписал двухлетний контракт с «Маккаби» из Тель-Авива. По итогам сезона 2012/13 Оскар привёл команду к чемпионству, после чего покинул клуб.
26 июня 2013 года Гарсия возглавил «Брайтон энд Хоув Альбион». 12 мая 2014 года, на следующий день после поражения от «Дерби Каунти» в плей-офф Чемпионшипа, клуб принял отставку Оскара.
2 июня 2014 года Гарсия вернулся в «Маккаби», но уже 26 августа ушёл из клуба в связи с напряженной политической ситуацией. Спустя три месяца он сменил Джузеппе Саннино на посту главного тренера «Уотфорда», но через месяц покинул клуб по состоянию здоровья.
В декабре 2015 года было объявлено о назначении Оскара главным тренером зальцбургского «Ред Булла». В сезоне 2015/16 команда под его руководством оформила золотой дубль, выиграв чемпионат Австрии и Кубок Австрии. В сезоне 2016/17 «Ред Булл» повторил достижение.
В июне 2017 года Оскар стал главным тренером французского клуба «Сент-Этьен», подписав контракт на два года. После поражения «Сент-Этьена» в домашнем дерби от «Лиона» со счётом 0:5 клуб расторг контракт с Оскаром.
5 января 2018 года «Олимпиакос» объявил о назначении Оскара на пост главного тренера команды. 3 апреля Гарсия был уволен в связи с неудовлетворительными результатами и потерей раздевалки и дисциплины в команде

## Личная жизнь
Братья Оскара, Рожер и Хенис, также бывшие футболисты.

## Достижения

### В качестве игрока
«Барселона»
- Чемпион Испании: 1992/93, 1993/94, 1997/98, 1998/99
- Обладатель Кубка Испании: 1996/97, 1997/98
- Обладатель Кубка обладателей кубков: 1996/97
- Обладатель Суперкубка УЕФА: 1997

«Валенсия»
- Обладатель Суперкубка Испании: 1999

### В качестве тренера
«Маккаби» Тель-Авив
- Чемпион Израиля: 2012/13

«Ред Булл» Зальцбург
- Чемпион Австрии: 2015/16, 2016/17
- Обладатель Кубка Австрии: 2015/16, 2016/17